# Apostolicam actuositatem

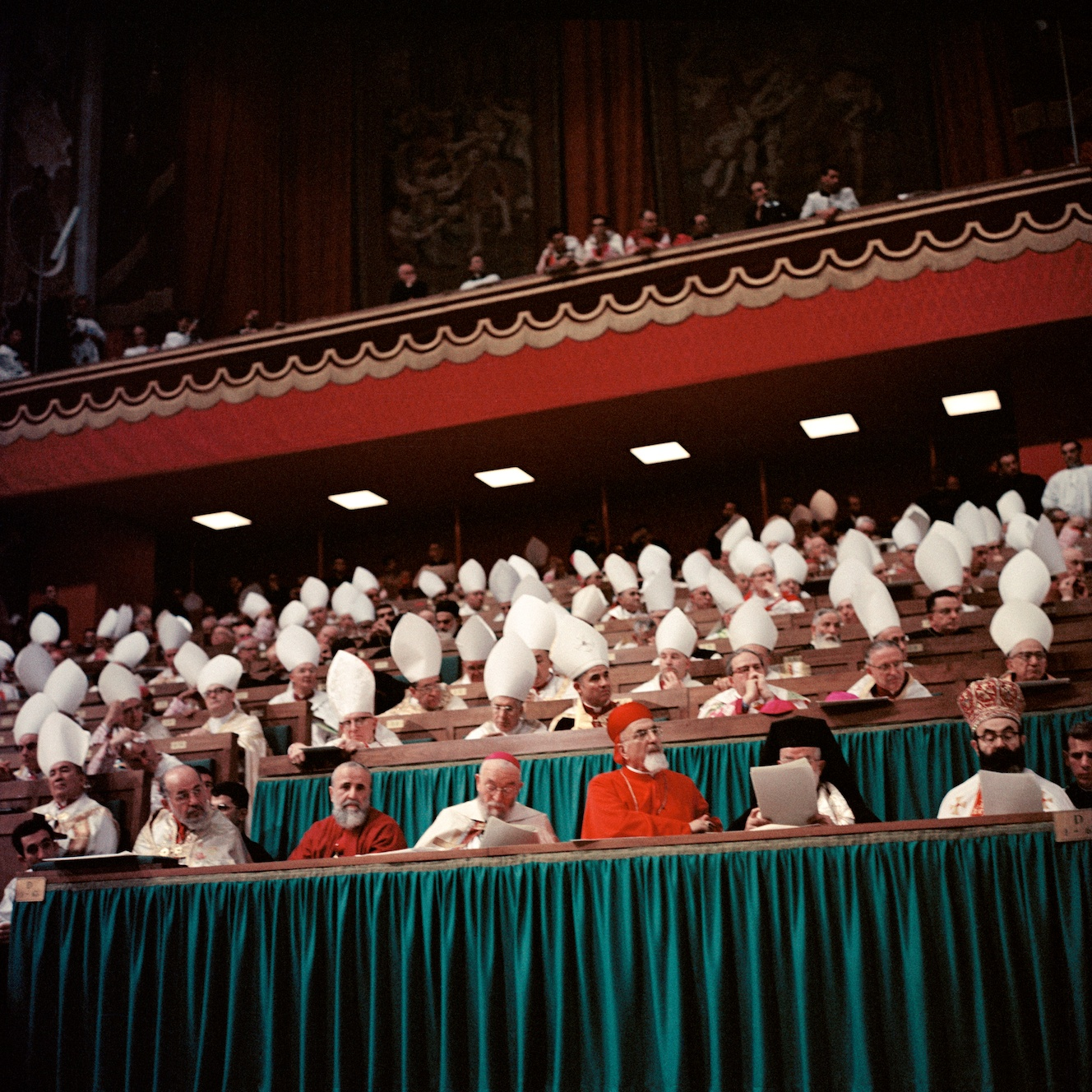
En av Andra vatikankonciliets sessioner.

Apostolicam actuositatem eller Dekret om lekmanna-apostolatet är att av Andra Vatikankonciliets dokument. Skriften blev färdigställd den 18 november 1965.

## Innehåll

### Inledning
I dekretets inledningsdel kan man finna själva syftet med texten, då den säger: "I detta dekret söker konciliet att förklara lekmannaapostolatets natur, karaktär och olika varianter, att lägga fast dess grundläggande principer och ge pastorala råd för att det ska kunna utövas mer effektivt. Allt detta ska betraktas som normgivande när den kanoniska lagen ses över, vad gäller lekmannaapostolatet."

### Kapitel 1

#### Deltagande av lekmän i kyrkans mission
Denna del talar om hur endast prästerna anses ha uppgiften att undervisa, helga och förvalta. Lekmännens uppgift är att vittna om Gud.

#### Grunderna för lekmanna-apostolatet
Här bekräftas att lekmän anses vara kallade till apostlar och fyllda av Den helige Ande så att de ska kunna vittna om Gud. Detta anses dock bara bestå om lekmännen regelbundet mottar sakramenten. 

#### Lekmännens andlighet
Lekmän uppmanas här att inte skilja mellan mänskliga uppgifter i vanliga livet från det andliga. 

### Kapitel 2

#### Evangelisationens och helgelsens apostolat
Här talas det om att hjälpa till i sanningens kamp genom att leva och visa på ett kristet liv, som på så vis blir en slags predikan och komplement till prästerskapets söndagspredikan.

#### Förnyelse av den världsliga ordningen
Denna del handlar om att människor som arbetar i harmoni med varandra ska sträva efter att gradvis styra världen till perfekthet, så som Gud tänkt att den skulle vara när Han skapade den.

#### Gåvogivande och socialt arbete
Här refereras till Matteus 22:37-40 och hur det är lekmannens plikt att följa detta ord.

### Kapitel 3

#### Apostolatets olika fält
Här framhålls att lekmannatjänsten i alla dess aspekter skall finnas aktivt både i kyrkan och i världen.

#### Kyrkogemenskaper
Här understryks vikten av lekmännens funktion i den liturgiska delen av gudstjänsten och prästerskapets beroende av denna hjälp.

#### Familjen
Här understryks makarnas enhet, deras plikt att uppfostra sina barn katolskt och hur viktigt det är att vara socialt korrekta för att kunna påverka omvärlden.

#### Unga människor
Unga människor anses speciellt viktiga för den Romersk-katolska kyrkans inflytande i det moderna samhället. Här uppmanas även de vuxna att gå in i en vänskaplig dialog med de unga för att lära sig av varandras livsrikedom.

#### Apostolatet av like till like
Här handlar det om att få in en kristen anda och mentalitet i uppförande, lagar och strukturer av samhället.

#### Nationella och internationella nivåer
Här sägs det att fältet för lekmannens arbete är mycket stort och att det krävs ett speciellt mått av visdom för just detta. Det talas om att alltid försöka ta det godas parti.

### Kapitel 4

#### Olika former av apostolat
Här talas om två olika former. Enskilt arbete som kan finnas i nästan vilken form som helst (speciellt när yttrandefrihet eller religionsfrihet saknas) och gemensamt tjänande som i texten också omnämns som viktig med grund i Matteus 18:20, ”Där två eller tre är samlade...” Olika typer av gruppbaserat apostolat kan enligt texten tänkas vara evangelisationsprojekt och då framförallt kyrkans mission i världen.

#### Katolskt handlande
Här beskrivs huvuddragen och karakteristiska drag av olika typer av apostolat som har sin grund i historien och anses vara värdefulla än idag.

#### Speciell kommendation
Detta stycke handlar om att man bör visa respekt och vördnad för lekmän, detta gäller gemene man såväl som pastorer.

### Kapitel 5

#### Hirarkiska relationer
Detta stycke handlar makabert nog om precis vad det låter som, mänskliga försök att rangordna människor efter deras gåvor och deras position i kyrkan.

#### Relationen med prästerskap och religion
Detta är en påminnelse till prästerna att lekmän har rätt att utföra apostoliska handlingar.

#### Speciella rådslag
En uppmuntran till att samordna styrelser som har hand om allt apostoliskt arbete i kyrkan. Från evangelisation till socialt arbete.

### Kapitel 6

#### Tränandets nödvändighet
Här talas det om vikten av att förbereda sig och träna inför det mångsidiga apostoliska arbetet.

#### Träningens principer
Här talas det om hur man ska träna de apostoliska arbetarna och att det inte bara ska vara teoretiskt tränande.

#### De som tränar andra för apostoliskt arbete
Detta stycke handlar om precis vad titeln säger. Det handlar om att man ska tränas redan som barn och ungdom av föräldrar, lärare och prästerskap. Detta ska då resultera i att man blir fylld av Helig Ande och redo för apostoliskt arbete.

#### Fält som kräver specialträning
Här beskrivs olika typer av träning som kan appliceras på olika former av uppgifter.

#### Hjälp till träning
Olika konvent, kurser och konferenser anses vara en extra stöd för lekmannen i sin tjänst. 

### Slutlig uppmaning
Denna sista del av texten talar om vikten av lekmannatjänsten och erkännandet av att Jesus själv vill att lekmännen ska finnas och arbeta utifrån Guds församling.